# Trần Thiêm Bình
Trần Thiêm Bình (陳添平, ? – 1406)  hoặc Trần Thiên Bình (陳天平) là nhân vật gây nhiều tranh cãi trong lịch sử, không rõ xuất thân cụ thể và là nhân vật chính trị cuối thời Trần tới thời Hồ trong lịch sử Việt Nam. Ông kêu gọi nhà Minh mang quân đánh nhà Hồ và cuối cùng bị nhà Hồ tiêu diệt.